# Telejato
Telejato è un'emittente regionale di televisione comunitaria, di proprietà dell'"Associazione culturale Marconi", con sede a Partinico, nota soprattutto per le sue campagne contro Cosa nostra e per la gestione di Pino Maniaci.

## Attività

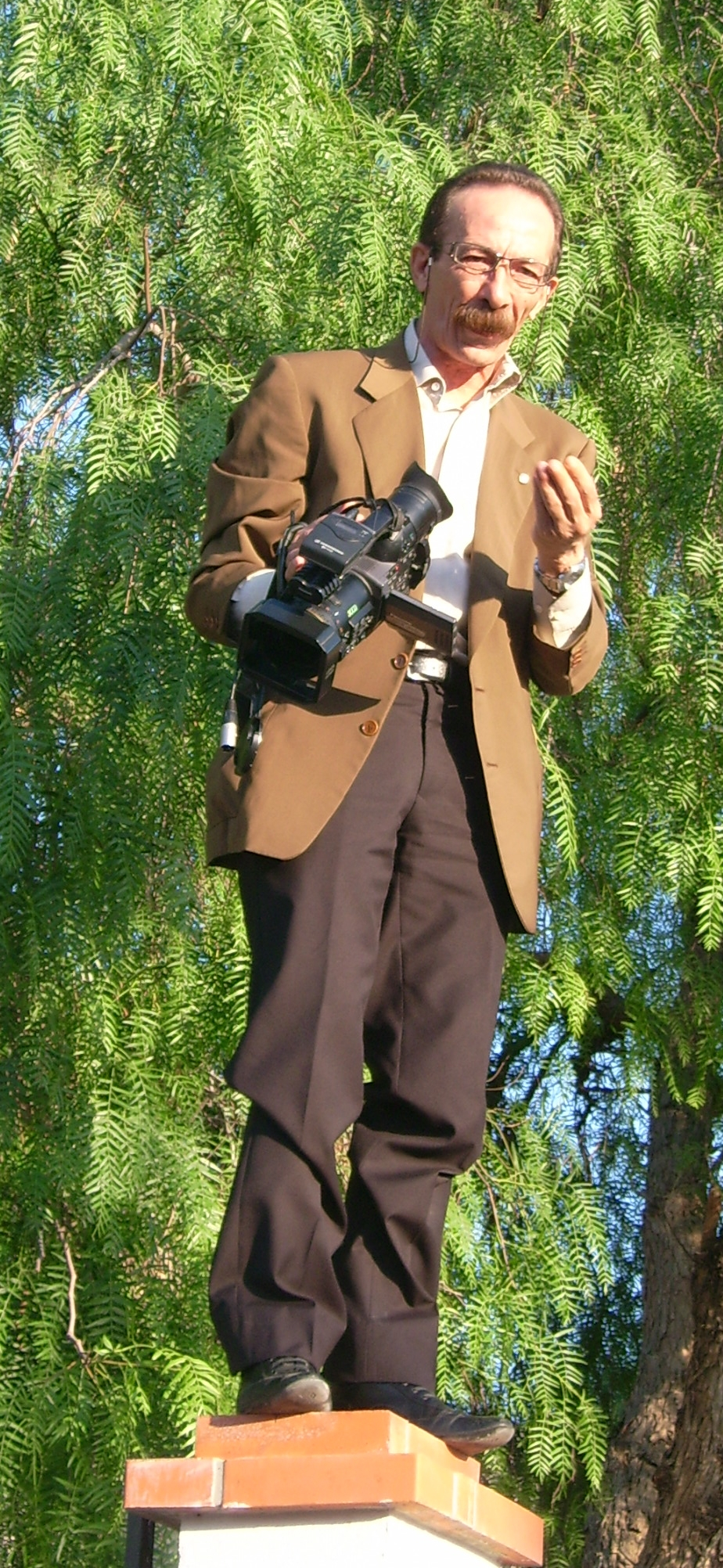
Pino Maniaci alla manifestazione in memoria di Peppino Impastato, Cinisi, 9 maggio 2010.

È stata fondata nel 1989 da Alberto Lo Iacono. In quegli anni Telejato era legata a Rifondazione Comunista. Pino Maniaci, imprenditore edile, rilevò l'emittente nel 1999 in stato di "imminente collasso finanziario", a causa dei debiti contratti dalla sua precedente gestione, saldati successivamente da Maniaci. Nasce quello che viene definito "il telegiornale più lungo del mondo", con un totale di due ore di servizi, tanto da diventare una sorta di "CNN amatoriale e in miniatura".
Negli anni l'attività dell'emittente si è caratterizzata per la sua opera di informazione orientata alle notizie relative alla criminalità organizzata, spesso con toni di denuncia in un bacino d'utenza caratterizzato storicamente dalla forte presenza mafiosa: Alcamo, Partinico, Castellammare del Golfo, San Giuseppe Jato, Corleone, Cinisi, Montelepre.
Altri temi trattati sono quelli relativi alla gestione amministrativa, questione ambientale, economia, degrado del clima politico, speculazioni sul territorio.
Nel panorama informativo italiano Telejato è di fatto il punto di riferimento per redazioni e giornalisti nazionali che ricercano notizie nell'area di operatività dell'emittente (Ambiente Italia, Le Iene, Sciuscià, giornalisti de l'Unità, de Il Foglio, di Liberazione, del Corriere della Sera, di La Repubblica).
Letizia Maniaci di Telejato, figlia di Pino, è stata insignita nel 2005 del premio internazionale intitolato a Maria Grazia Cutuli come giovane giornalista emergente, e nel 2012 ha ricevuto il Premio Nazionale Antonino Caponnetto.
Tra i collaboratori dell'emittente vi è anche Salvo Vitale, già conduttore con Peppino Impastato di Radio Aut.
Pino Maniaci negli anni da editore passò a fare servizi giornalistici. La proprietà nel 2007 risultava, secondo il ministero delle telecomunicazioni, dell'Associazione culturale Marconi. Maniaci, non essendo iscritto all'ordine dei giornalisti, il 30 marzo 2009 è stato rinviato a giudizio dal tribunale di Partinico per esercizio abusivo della professione di giornalista, nonostante il 10 luglio 2008 fosse già stato assolto con formula piena in un altro processo per la stessa accusa, perché il fatto non sussisteva. Il 4 maggio 2009 Maniaci ha richiesto l'iscrizione come giornalista pubblicista nell'albo dei giornalisti, iscrizione che gli viene concessa il 30 maggio di quell'anno, cosa che gli permette di essere il conduttore del Tg. Il 26 giugno 2009 viene quindi assolto.
L'8 giugno 2012 il Ministero dello Sviluppo Economico ha individuato la frequenza necessaria per Telejato, che migra dall'analogico al digitale terrestre, continuando così l'attività giornalistica che rischiava di essere interrotta dallo switch off: per evitarlo, si erano mobilitate diverse associazioni e cittadini sottoscrivendo un appello. Il passaggio al digitale ha permesso alla tv di allargare il proprio segnale in tre province (Palermo, Agrigento, Trapani) e l'apertura di ulteriori canali. Su uno di questi ha preso vita Telejunior, riservato ai giovani aspiranti giornalisti.
Il 4 ottobre 2012, è stata inaugurata la nuova sede dell'emittente, più spaziosa della precedente. All'evento hanno partecipato diversi cittadini, esponenti del mondo dell'associazionismo antimafia, il direttore responsabile Riccardo Orioles, il Prefetto e il Questore di Palermo, magistrati e sindaci del comprensorio. Nell'occasione è stata presentata anche la scuola di giornalismo Telejunior.
Nel 2017 l'emittente annuncia la chiusura, motivando tale decisione come una reazione all'"attacco all'antimafia" da parte di amministratori giudiziari, giornalisti e mafiosi. Nello stesso anno, tuttavia, Telejato comunica di voler reagire andando avanti, evitando così la chiusura.
Il 28 marzo 2018, il collaboratore di Telejato Francesco Buzzotta, che dava la voce ai servizi, perde la vita in un incidente stradale
Il 28 aprile 2021, Pino Maniaci annuncia sui suoi social l'estensione del segnale di Telejato in tutta la Sicilia.
Il 5 maggio 2022, Maniaci annuncia con un servizio televisivo lo spegnimento degli storici impianti dell'emittente dopo 33 anni di attività, conseguenza dello switch off: Telejato, infatti, non è stata ammessa nella graduatoria del digitale terrestre di seconda generazione. Contemporaneamente ha lanciato anche un crowdfunding sulla piattaforma GoFundMe per raccogliere la somma necessaria per il passaggio al cosiddetto standard DVB-T2.
Telejato ha inoltre attivato il servizio streaming disponibile 24 ore su 24 sul sito www.telejato.it e sull'app ufficiale "Telejato" presente su Google Play e App Store.
Il 1º gennaio 2023 Pino Maniaci annuncia l'apertura del nuovo canale televisivo di Telejato sul numero LCN 195 del digitale terrestre, resa possibile grazie alle donazioni raccolte fino a quel momento, e rilancia la raccolta fondi per coprire i costi di manutenzione dell'intero anno che ammontano a 40.000 euro.
Adesso è visibile anche sull’app “Telejato” disponibile su Play Store e Apple Store, su smart tv digitando il canale 15 e accedendo alla sezione di Telejato dopo aver cliccato il tasto centrale del telecomando.

## Pubblico
Il segnale di Telejato inizialmente copriva le province di Palermo, Agrigento e Trapani, con un target di riferimento approssimativo di oltre 150.000 persone. Dal 28 aprile 2021, copre tutto il territorio della Regione Siciliana. Nel maggio 2022, a causa dello switch off del nuovo digitale terrestre, il segnale di Telejato era stato spento e la programmazione completa dell'emittente era disponibile in streaming sul sito dell'emittente.
L'ex boss di Cosa nostra, Bernardo Provenzano, durante la sua latitanza si è fatto installare un'antenna per seguire il telegiornale condotto da Pino Maniaci che, ogni 31 gennaio, giorno del suo compleanno, gli faceva ironicamente gli auguri. Si dice che il giorno dell'arresto di Provenzano, avvenuto l'11 aprile 2006, la sua televisione fosse sintonizzata proprio su Telejato.

## Le aggressioni mafiose
Negli anni i collaboratori dell'emittente e il proprietario, Pino Maniaci, hanno ricevuto molteplici minacce e subito diversi attentati mafiosi. Tra i più gravi c'è il pestaggio subito da Pino Maniaci in seguito all'abbattimento di cinque stalle abusive costruite a Partinico dalla famiglia mafiosa Vitale detta Fardazza e denunciate da Telejato: Michele Vitale, figlio allora minorenne del boss Vito Vitale, il 30 gennaio del 2008 ha cercato di strozzare il giornalista con la sua stessa cravatta, senza successo grazie al doppio nodo. L'aggressione ha però provocato a Maniaci diversi ematomi, fratture e la tumefazione dell'occhio destro. L'indomani ha condotto il telegiornale mostrando in diretta i lividi visibili sul viso.
Il 17 luglio del 2008 viene incendiata una delle auto dell'emittente parcheggiata sotto la sede della televisione. Un episodio che si aggiunge alle altre minacce ricevute, dalle gomme tagliate, ai cavi dei freni manomessi, al parabrezza della macchina frantumato dai proiettili.
Maniaci, direttore della televisione comunitaria Telejato, è sotto tutela da parte dei carabinieri.
Il blog di Telejato è stato alcune volte bloccato o reso inaccessibile ai motori di ricerca sul web, presumibilmente a seguito di hacking ordinato dalla mafia.
Cittadini, organizzazioni sindacali, organizzazioni laiche ed ecclesiali e associazioni (e tra queste l'associazione Rita Atria) hanno promosso l'iniziativa "Siamo tutti Pino Maniaci" in solidarietà a Pino Maniaci.
Nel 2010, Maniaci e i suoi familiari vengono minacciati di morte, con una lettera contenente frasi intimidatorie come: "Ci pensiamo noi a te e alla tua famiglia. La sentenza è stata emessa".
A settembre 2011, sui muri della città di Partinico sono apparse frasi offensive e minacciose, come: "Hai rovinato questo paese" e "Pino Maniaci w la mafia".
Il 26 aprile 2012, Maniaci ha ricevuto una lettera di minacce presso la sede di Telejato.
Il 29 novembre 2014 è stata data alle fiamme la vecchia auto di Pino Maniaci, la stessa che compare anche nella puntata Lo scassaminchia del programma di MTV Il testimone.
Il 3 dicembre del 2014 sono stati ritrovati i suoi cani impiccati.
Il 12 agosto 2017, Pino Maniaci riceve minacce di morte su Facebook da parte di una pagina che inneggia a Nitto Santapaola e ad altri boss mafiosi.

## Premi e riconoscimenti
L'emittente televisiva Telejato e i suoi collaboratori, hanno ricevuto diversi premi e riconoscimenti, tra questi:
- Premio Internazionale di giornalismo "Maria Grazia Cutuli" a Letizia Maniaci come giovane giornalista emergente, 2005;
- Premio per l'Indipendenza nel Settore Informativo, 2009;
- Premio Obiettivo Legalità Giuseppe La Franca, 2009;
- Premio "La bellezza salverà il mondo", 2012;
- Premio Nazionale Antonino Caponnetto a Letizia Maniaci, 2012;[46]
- Riconoscimento XX Memorial Cesare Gaglio a Letizia Maniaci, per l'impegno e la partecipazione, 2014;

## Procedimenti giudiziari
A seguito di intercettazioni, Pino Maniaci il 22 aprile 2016 è stato accusato di estorsione semplice ai danni di due amministratori comunali. Per questo il 4 maggio dello stesso anno gli è stato notificato il divieto di dimora nelle province di Palermo e Trapani.
L'8 aprile 2021 è stato assolto con formula piena perché "il fatto non sussiste".

## Documentari su Telejato
Il 6 novembre 2015 viene trasmesso sulla televisione britannica Channel 4, nel programma Unreported World, un documentario sulla storia di Maniaci dal titolo "Mafia hunter". Lo stesso è andato in onda sul canale televisivo australiano ABC il 12 aprile 2016, e su Netflix nel 2017. Il 29 marzo 2016, inoltre, è andato in onda sul canale televisivo Belga Canvas il documentario "Kleine helden", mentre il 24 settembre 2021 Netflix ha rilasciato la docuserie "Vendetta, guerra nell'antimafia", sulla storia di Telejato e Pino Maniaci.